# Dávid Vecsernyés
Dávid Vecsernyés (Budapest, 22 marzo 1991) è un ginnasta ungherese.

## Biografia
Agli europei di Glasgow 2018 ha ottenuto il bronzo nella sbarra, concludendo l'esercizio alle spalle dello svizzero Oliver Hegi e dell'olandese Epke Zonderland.

## Palmarès
- Europei

Glasgow 2018: bronzo nella sbarra;
Mersin 2020: bronzo nel concorso a squadre;
- Giochi europei

Minsk 2019: bronzo nella sbarra;